# Maryville (Missouri)
Maryville és una població dels Estats Units a l'estat de Missouri. Segons el cens del 2004 tenia 10.581 habitants.

## Demografia
Segons el cens del 2000, Maryville tenia 10.581 habitants, 3.913 habitatges, i 1.835 famílies. La densitat de població era de 812,2 habitants per km².
Dels 3.913 habitatges en un 20,8% hi vivien nens de menys de 18 anys, en un 37,4% hi vivien parelles casades, en un 7,2% dones solteres, i en un 53,1% no eren unitats familiars. En el 35,3% dels habitatges hi vivien persones soles l'11,2% de les quals corresponia a persones de 65 anys o més que vivien soles. El nombre mitjà de persones vivint en cada habitatge era de 2,16 i el nombre mitjà de persones que vivien en cada família era de 2,83.
Per edats la població es repartia de la següent manera: un 14% tenia menys de 18 anys, un 41,4% entre 18 i 24, un 17,3% entre 25 i 44, un 14,8% de 45 a 60 i un 12,5% 65 anys o més.
L'edat mediana era de 23 anys. Per cada 100 dones de 18 o més anys hi havia 83,6 homes.
La renda mediana per habitatge era de 29.043 $ i la renda mediana per família de 43.906 $. Els homes tenien una renda mediana de 30.444 $ mentre que les dones 22.444 $. La renda per capita de la població era de 15.483 $. Entorn del 10,3% de les famílies i el 23,6% de la població estaven per davall del llindar de pobresa.

## Poblacions més properes
El següent diagrama mostra les poblacions més properes.